# ドラキュラ叢書
ドラキュラ叢書（ドラキュラそうしょ）は、1976年から1977年にかけて国書刊行会から刊行されたホラー小説、幻想小説の叢書。
B6判ソフトカバー、第一期全10巻。
責任編集は紀田順一郎と荒俣宏。装丁は山下昌也。

## 一覧
- 1)『黒魔団』（The Devil Rides Out、デニス・ホイートリ、平井呈一訳） 1976.7
- 2)『ドラキュラの客』（ブラム・ストーカー、桂千穂訳） 1976.8
「序」（フロレンス・ブラム・ストーカー）
「ドラキュラの客」(Dracula's Guest)
「判事の家」(The Judge's House)
「牝猫」(The Squaw)
「金髪」(The Secret of the Growing Gold)
「ジプシーの予言」(The Gipsy Prophecy)
「アベル・ベーナ帰る」(The Coming of Abel Behenna)
「鼠の埋葬」(The Burial of the Rats)
「血まみれの手の悪夢」(A Dream of Red Hands)
「狂った砂」(Crooken Sanda)
- 3)『妖怪博士ジョン・サイレンス』（アルジャノン・ブラックウッド、紀田順一郎, 桂千穂共訳） 1976.9
「いにしえの魔術」(Ancient Sorceries、紀田順一郎訳)
「霊魂の侵略者」(A Psyychical Invasion、桂千穂訳)
「炎魔」(The Nemesis of Fire、桂千穂訳)
「邪悪なる祈り」(Secret Worship、紀田順一郎訳)
「犬のキャンプ」(The Camp of the Dog、紀田順一郎訳)
「四次元の囚 （とりこ）」(A Victim of Higher Space、桂千穂訳)
- 4)『星を駆ける者』（The Star Rover、ジャック・ロンドン、森美樹和訳） 1976.10
- 5)『ク・リトル・リトル神話集』（H・P・ラヴクラフト他、荒俣宏編） 1976.11
「発端」（荒俣宏）
「アルハザードのランプ」（The Lamp of Alhazred、H・P・ラヴクラフト, オーガスト・ダーレス）
「永劫より」（Out of the Eons、ヘイゼル・ヒールド）
「インスマスの追跡」（The Watcher from the Sky、H・P・ラヴクラフト, オーガスト・ダーレス）
「イグの呪い」（The Curse of Yig、ゼリア・ビショップ）
「博物館の恐怖」（The Horror in the Museum、ヘイゼル・ヒールド）
「魔女の谷」（Witche's Hollow、H・P・ラヴクラフト, オーガスト・ダーレス）
「破風の上のもの」（The Thing on the Roof、ロバート・E・ハワード）
「黄の印」（The Yellow Sign、R・W・チェンバース）
「白蛆の襲来」（The Coming of the White Worm、C・A・スミス）
「地の底深く」（Fair Below、R・B・ジョンソン）
「墳墓の末裔」（The Nameless Offscpring、C・A・スミス）
「ク・リトル・リトル神話事件簿」（松井克弘編）
- 6)『スカル・フェイス』（ロバート・E・ハワード、鏡明ほか訳） 1977.5
「スカル・フェイス」（Skull-Face、鏡明訳）
「狼頭綺談」（Wolfshead、高橋明子訳）
「黒い石」（The Black Stone、鏡明訳）
「アシャーバニバルの炎宝」（The Fire of Asshurbanipal、野村芳夫訳）
「大地の妖蛆」（Worms of the Earth、森美樹和訳）
「恐怖の庭」（The Garden of Fear、宮脇正三訳）
- 7)『狼男卿の秘密』（The Mystery of Sir William Wolf、イーデン・フィルポッツ、桂千穂訳） 1976.12
- 8)『幽霊狩人カーナッキ』（W・H・ホジスン、田沢幸男他訳） 1977.1
「見えざるもの」（The Invisible Thing、田沢幸男訳）
「月桂樹に囲まれた館」（The House among the Laurels、田沢幸男訳）
「非響の部屋」（The Whistling Room、野村芳夫訳）
「街はずれの家」（The Searcher of the End House、鏡明訳）
「見えざる馬」（The Horse of the Invisible(The Unseen Horse)、田沢幸男訳）
「ジャーヴィー号の怪異」（The Haunted 'Jarvee'、野村芳夫訳）
「発見」（The Find、田沢幸男訳）
「妖豚」（The Hog、大瀧啓裕訳）
- 9)『ジャンビー』（H・S・ホワイトヘッド、荒俣宏ほか訳） 1977.2
「カリブ海の魔術 - 序にかえて」（Obi in the Caribbean、荒俣宏訳）
「樹の人」（The Tree-Man、赤井敏夫訳）
「カシアス」（Cassius、荒俣宏訳）
「黒い獣」（The Black Beast、高木国寿訳）
「黒い恐怖」（Black Terror、荒俣宏訳）
「わな」（The Trap、荒俣宏訳）
「ジャンビー」（Jumbee、高木国寿訳）
「月時計」（The Moon-Dial、森田暁訳）
「お茶の葉」（Tea Leaves、荒俣宏訳）
- 10)『古代のアラン』（The Ancient Allan、H・R・ハガード、山下諭一訳） 1977.4